# 마쓰다 가즈야
마쓰다 가즈야(일본어: 松田 和也, 1973년 8월 25일 ~ )는 일본의 전 축구 선수이다.

## 구단 경력
1993년 J1리그의 감바 오사카에 입단했다. 1996년부터 1998년까지 알비렉스 니가타와 사가와 익스프레스 오사카에서 뛰었다. 1998년후 현역 은퇴.